# Are You Experienced
Are You Experienced là album phòng thu đầu tay của ban nhạc The Jimi Hendrix Experience. Ngay sau khi được phát hành vào tháng 5 năm 1967, album đã nhận được những phản hồi tích cực về chuyên môn lẫn thương mại, và có tên trong các danh sách album vĩ đại nhất lịch sử nhạc rock. Album bao gồm những cải tiến mới của Jimi Hendrix trong sáng tác và chơi guitar điện, trực tiếp hình thành nên 2 thể loại quan trọng của nhạc rock sau này chính là psychedelic rock và hard rock.
Khoảng giữa năm 1966, Hendrix cảm thấy không thoải mái khi chơi guitar nền cho các ban nhạc R&B. Sau khi được Chas Chandler, cựu thành viên nhóm The Animals ủng hộ, Hendrix liền ký hợp đồng quản lý và sản xuất với cựu quản lý ban nhac này, Michael Jeffery. Chandler đưa Hendrix tới London, đăng lời tuyển mộ nghệ sĩ cho dự án The Jimi Hendrix Experience. Tới tháng 10, sau khi bị hãng đĩa tên tuổi Decca Records từ chối, ban nhạc cuối cùng đã chọn lựa Track Records của Chris Stamp và quản lý nhóm The Who, Kit Lambert.
Are You Experienced cùng các đĩa đơn phát hành trước đó được thu trong khoảng cuối tháng 10 năm 1966 cho tới đầu tháng 4 năm 1967. Các ca khúc được thu âm rải rác tại 3 địa điểm riêng biệt ở London là De Lane Lea Studios, CBS, và Olympic Studios. Sau khi được ra mắt chính thức vào ngày 12 tháng 5 năm 1967 tại Anh, album có được vị trí thứ 2 tại UK Albums Chart và ở đó suốt 33 tuần liên tiếp. Are You Experienced sau đó được phát hành ngày 23 tháng 8 tại Mỹ bởi Reprise Records, có được vị trí số 5 tại Billboard 200 với 106 tuần tại đây, trong đó có 27 tuần trong Top 40. Album cũng có tới 70 tuần có mặt tại bảng xếp hạng Billboard R&B với vị trí cao nhất là số 10. Ấn bản tại Mỹ bổ sung thêm một số ca khúc nổi tiếng của cá nhân Hendrix bao gồm 3 đĩa đơn đầu tay của ban nhạc Experience đều từng nằm trong Top 10 tại Anh là "Purple Haze", "Hey Joe" và "The Wind Cries Mary".
Năm 2005, tạp chí Rolling Stone xếp Are You Experieced ở vị trí số 15 trong danh sách "500 album vĩ đại nhất". Có tới 4 ca khúc từ album này được tạp chí trên đưa vào danh sách "500 bài hát vĩ đại nhất", đó là "Purple Haze" (17), "Foxy Lady" (153), "Hey Joe" (201) và "The Wind Cries Mary" (379). Đây cũng là 1 trong số 50 bản thu được Thư viện Quốc hội Hoa Kỳ đưa vào danh sách lưu trữ quốc gia vì những ảnh hưởng văn hóa đặc biệt mà nó đem lại. Cây bút Reuben Jackson từ Smithsonian Institution từng bình luận: "Đây là một sản phẩm thương hiệu vì nó mang đầy đủ những nét đặc trưng của rock, R&B, blues,... truyền thống. Nó định nghĩa lại hoàn toàn những khái niệm về âm nhạc, như James Joyce từng làm với Ulysses vậy."

## Danh sách ca khúc
Sau khi Are You Experienced được phát hành vào năm 1967, ít nhất đã có 6 ấn bản khác nhau của album này. Năm 1997, ấn bản CD của album được phát hành tại Anh và Mỹ với 17 ca khúc, trong đó bao gồm những ca khúc chưa từng được phát hành tại Anh hay quốc tế.

### Ấn bản gốc tại Anh
Tất cả các ca khúc được viết bởi Jimi Hendrix.
| Mặt A | Mặt A                | Mặt A      |
| STT   | Nhan đề              | Thời lượng |
| ----- | -------------------- | ---------- |
| 1.    | "Foxy Lady"          | 3:22       |
| 2.    | "Manic Depression"   | 3:46       |
| 3.    | "Red House"          | 3:44       |
| 4.    | "Can You See Me"     | 2:35       |
| 5.    | "Love or Confusion"  | 3:17       |
| 6.    | "I Don't Live Today" | 3:58       |

| Mặt B | Mặt B                      | Mặt B      |
| STT   | Nhan đề                    | Thời lượng |
| ----- | -------------------------- | ---------- |
| 7.    | "May This Be Love"         | 3:14       |
| 8.    | "Fire"                     | 2:47       |
| 9.    | "Third Stone from the Sun" | 6:50       |
| 10.   | "Remember"                 | 2:53       |
| 11.   | "Are You Experienced?"     | 4:17       |

### Ấn bản gốc tại Bắc Mỹ
Tất cả các ca khúc được viết bởi Jimi Hendrix, ngoại lệ được ghi chú bên..
| Mặt A | Mặt A                     | Mặt A      |
| STT   | Nhan đề                   | Thời lượng |
| ----- | ------------------------- | ---------- |
| 1.    | "Purple Haze"             | 2:46       |
| 2.    | "Manic Depression"        | 3:46       |
| 3.    | "Hey Joe" (Billy Roberts) | 3:23       |
| 4.    | "Love or Confusion"       | 3:15       |
| 5.    | "May This Be Love"        | 3:14       |
| 6.    | "I Don't Live Today"      | 3:55       |

| Mặt B | Mặt B                      | Mặt B      |
| STT   | Nhan đề                    | Thời lượng |
| ----- | -------------------------- | ---------- |
| 7.    | "The Wind Cries Mary"      | 3:21       |
| 8.    | "Fire"                     | 2:34       |
| 9.    | "Third Stone from the Sun" | 6:40       |
| 10.   | "Foxy Lady"                | 3:15       |
| 11.   | "Are You Experienced?"     | 3:55       |

### Ẩn bản CD
Are You Experienced lần đầu được chỉnh sửa theo ấn bản CD vào năm 1985 bởi Polydor Records tại châu Âu và Reprise tại Mỹ. Các CD này có nội dung giống hệt với bản LP gốc theo kèm là phần bìa đĩa năm 1967. Các bản tái bản 1989-1991 có chút thay đổi nhỏ, và Reprise đã cho phát hành CD với dòng chữ bổ sung "Chỉnh sửa kỹ thuật số bởi Joe Gastwirt, với sự hỗ trợ của Dave Mitson cùng hệ thống Sonic Solutions NoNoise System, theo thỏa thuận với Are You Experienced? Ltd.".
Năm 1993, nhà quản lý các sản phẩm thu âm của Hendrix, Alan Douglas, đạt thỏa thuậnv ới MCA Records trong việc phát hành các sản phẩm của nghệ sĩ này. Ông cũng tuyên bố kế hoạch tái bản các sản phẩm của The Experience: "Mọi thứ trong lưu trữ đều mang tính thương mại... Chúng đều là những sản phẩm 25 năm tuổi. Và tôi muốn chúng có được chất lượng tốt nhất... với những chất liệu hoàn toàn mới." Với phần bìa và phụ chú hoàn toàn mới, ấn bản của MCA được chỉnh âm theo từng ca khúc theo những yêu cầu của từng thị trường châu Âu và Bắc Mỹ. CD 17 ca khúc bao gồm 3 đĩa đơn đầu tay của The Experience tại Anh (gồm cả mặt A và mặt B), theo kèm 11 ca khúc gốc phát hành bởi Track/Polydor.
Tuy nhiên ấn bản 1993 của Douglas không nhận được nhiều ủng hộ; năm 1997, quyền sở hữu của ông đối với các sản phẩm của Hendrix bị mua lại bởi Experience Hendrix (thuộc công ty quản lý của gia đình Hendrix). Tháng 4 năm 1997, một ấn bản mới được phát hành, sử dụng phần bìa gốc và đồng nhất giữa Anh và Mỹ. Ấn bản này bổ sung thêm 6 ca khúc mới, đưa tổng số ca khúc lên 17 với thứ tự ca khúc hoàn toàn khác nhau. Kể từ đó, đây chính là ấn bản CD chính thức cho album gốc. Năm 2010, Sony's Legacy Recordings trở thành nhà phân phối duy nhất cho Experience Hendrix.
Tất cả các ca khúc được viết bởi Jimi Hendrix, ngoại lệ được ghi chú bên.
| Ấn bản tại Anh và quốc tế với bonus tracks (1997–nay) | Ấn bản tại Anh và quốc tế với bonus tracks (1997–nay) | Ấn bản tại Anh và quốc tế với bonus tracks (1997–nay) |
| STT                                                   | Nhan đề                                               | Thời lượng                                            |
| ----------------------------------------------------- | ----------------------------------------------------- | ----------------------------------------------------- |
| 12.                                                   | "Hey Joe" (Billy Roberts)                             | 3:30                                                  |
| 13.                                                   | "Stone Free"                                          | 3:36                                                  |
| 14.                                                   | "Purple Haze"                                         | 2:51                                                  |
| 15.                                                   | "51st Anniversary"                                    | 3:15                                                  |
| 16.                                                   | "The Wind Cries Mary"                                 | 3:20                                                  |
| 17.                                                   | "Highway Chile"                                       | 3:32                                                  |

| Ấn bản Bắc Mỹ với bonus tracks (1997–nay) | Ấn bản Bắc Mỹ với bonus tracks (1997–nay) | Ấn bản Bắc Mỹ với bonus tracks (1997–nay) |
| STT                                       | Nhan đề                                   | Thời lượng                                |
| ----------------------------------------- | ----------------------------------------- | ----------------------------------------- |
| 12.                                       | "Stone Free"                              | 3:36                                      |
| 13.                                       | "51st Anniversary"                        | 3:15                                      |
| 14.                                       | "Highway Chile"                           | 3:32                                      |
| 15.                                       | "Can You See Me"                          | 2:33                                      |
| 16.                                       | "Remember"                                | 2:48                                      |
| 17.                                       | "Red House"                               | 3:50                                      |

## Thành phần tham gia sản xuất

### Jimi Hendrix Experience
- Jimi Hendrix – guitar, hát chính
- Noel Redding – bass, hát nền trong "Foxy Lady," "Fire," và "Purple Haze".
- Mitch Mitchell – trống, hát nền trong "I Don't Live Today" và "Stone Free"

### Nghệ sĩ khác
- The Breakaways – hát nền trong "Hey Joe".
- Chas Chandler – sản xuất.
- Dave Siddle – kỹ thuật viên âm thanh trong "Manic Depression," "Can You See Me," "Love or Confusion," "I Don't Live Today," "Fire," "Remember," "Hey Joe," "Stone Free," "Purple Haze," "51st Anniversary" và "The Wind Cries Mary".
- Eddie Kramer – kỹ thuật viên âm thanh trong "The Wind Cries Mary," "Are You Experienced?," and "Red House"; additional engineering on "Love or Confusion," "Fire," "Third Stone from the Sun" và "Highway Chile".
- Mike Ross – kỹ thuật viên âm thanh trong "Foxy Lady," "Red House" và "Third Stone from the Sun".

## Chứng chỉ
| Quốc gia                                  | Chứng nhận  | Số đơn vị/doanh số chứng nhận |
| ----------------------------------------- | ----------- | ----------------------------- |
| Anh Quốc (BPI)                            | Vàng        | 100.000^                      |
| Hoa Kỳ (RIAA)                             | 5× Bạch kim | 5.000.000^                    |
| ^ Chứng nhận dựa theo doanh số nhập hàng. |             |                               |